# Monte Parodi
Il monte Parodi si eleva per 673 m s.l.m. nella parte nord-occidentale del golfo della Spezia. È uno dei rilievi dell'Appennino spezzino.

## Collocazione
Il rilievo sovrasta ad ovest la città della Spezia e digrada con altre colline verso sud nella catena di alture che raggiunge il mare in corrispondenza di Portovenere.

Dal Parodi si accede all'Alta Via dei Monti Liguri e alla rete di sentieri del Parco nazionale delle Cinque Terre. 
Dalla sommità del rilievo il panorama, specialmente nelle limpide e fredde giornate invernali, spazia dal monte Saccarello al Monviso, percorre tutto l'Appennino emiliano e le Alpi Apuane per terminare con le isole dell'arcipelago toscano e la Corsica.

## Geologia
Il monte Parodi è noto per i suoi giacimenti di piombo sotto forma di galena.

## Accesso alla cima
Da sempre il monte Parodi è meta degli spezzini per fuggire alla calura estiva che avvolge la città in luglio ed agosto (infatti sul monte si registrano sempre temperature di sei o sette gradi inferiori rispetto a quelle a livello del mare). 
La vetta si raggiunge seguendo le strade che dalla città ne salgono le pendici verso la Foce, Costa di Murlo o Biassa. L'automobile può essere parcheggiata all'inizio del parco dove si trova la Palestra nel Verde, suggestivo percorso dotato di attrezzature per consentire ai visitatori la possibilità di allenarsi tra boschi e macchia mediterranea. 
Un sentiero pedonale di circa trecento metri conduce al Forte Monte Parodi che costituiva uno dei caposaldi della catena di forti ottocenteschi costruiti a difesa della base navale. La struttura è abbandonata e attualmente utilizzata per ospitare antenne e ripetitori radiotelevisivi, in via di ricollocazione.
Su di uno slargo lungo l’antica mulattiera che congiungeva la medioevale Abbazia di San Venerio con le Cinque Terre, si trova il menhir di Tramonti, scoperto nel 1922 dallo storico spezzino Ubaldo Mazzini.